# Citharichthys gordae
Citharichthys gordae is een  straalvinnige vissensoort uit de familie van schijnbotten (Paralichthyidae). De wetenschappelijke naam van de soort is voor het eerst geldig gepubliceerd in 1938 door Beebe & Tee-Van.
De soort staat op de Rode Lijst van de IUCN als Onzeker, beoordelingsjaar 2007.